# Hansell Riojas
Hansell Argenis Riojas La Rosa, dit Hansell Riojas, né le 15 octobre 1991 à Callao au Pérou, est un footballeur international péruvien qui évolue au poste de défenseur.

## Biographie

### Carrière en club
Avec le club de l'Universidad César Vallejo, Hansell Riojas dispute deux matchs en Copa Libertadores.

### Carrière en sélection
Hansell Riojas compte quatre sélections avec l'équipe du Pérou depuis 2014.
Il est convoqué pour la première fois en équipe du Pérou par le sélectionneur national Pablo Bengoechea, pour un match amical contre l'Angleterre le 30 mai 2014. Il entre à la 68e minute de la rencontre à la place de Christian Ramos. Le match se solde par une défaite 3-0 des Péruviens.
Il fait partie de la liste des 23 joueurs péruviens sélectionnés pour disputer la Copa América 2015. Le Pérou se classe troisième de la compétition, derrière le Chili et l'Argentine.

## Palmarès
| Alianza Lima - Championnat du Pérou (1) : - Champion : 2017. |  | Universidad César Vallejo - Torneo del Inca (1) : - Vainqueur : 2015. |  | Cusco FC - Championnat du Pérou D2 (1) : - Champion : 2022. |